# Vastagkérgű tapló
A vastagkérgű tapló (Ganoderma adspersum) a pecsétviaszgombafélék családjába tartozó, Európában honos, lombos fák elhalt vagy meggyengült törzsén élő, nem ehető gombafaj. 

## Megjelenése
A vastagkérgű tapló termőteste 10-25 (50) cm széles és 5-10 (25) cm vastag, kagyló vagy legyező alakú, konzolos. Felső oldala barna, vörösesbarna, sötétbarna vagy feketésbarna, kemény és 0,5-1,5 mm vastag kéreg borítja. Felszíne egyenetlen, szabálytalanul rovátkolt. Növekedő széle fehér, az átmeneti zóna esetleg sárgás.
Alsó fehér termőrétege pórusos szerkezetű. A pórusok kicsik (3-5/mm), kerekek, fehérek vagy okkeresek, idősen sárgásbarnák, sérülésre barnulnak. 
Húsa szívós, parafaszerű, sötét vörösesbarna színű, fehér sávok, foltok nélkül. Az egyes évek termőrétegei között nincs barna választóvonal. Szaga gyenge, íze kesernyés.
Spórapora kakaóbarna. Spórája ovális, szemölcsös felszínű, mérete 9-12 x 5,5-7,5 µm.

### Hasonló fajok
A deres tapló hasonlít hozzá, amelynél hiányzik az átmeneti sárga zóna, húsában a rétegek között barna választóvonal látható és spórái kisebbek. 

## Elterjedése és termőhelye
Európában honos. Magyarországon ritka. 
Ártéri erdők, parkok lombos fáinak meggyengült vagy elhalt törzse alsó részén található meg, azok anyagában fehérkorhadást okoz. Melegkedvelő. Spórái nyár végén és ősszel érnek be. A termőtest évelő, egész évben látható. 

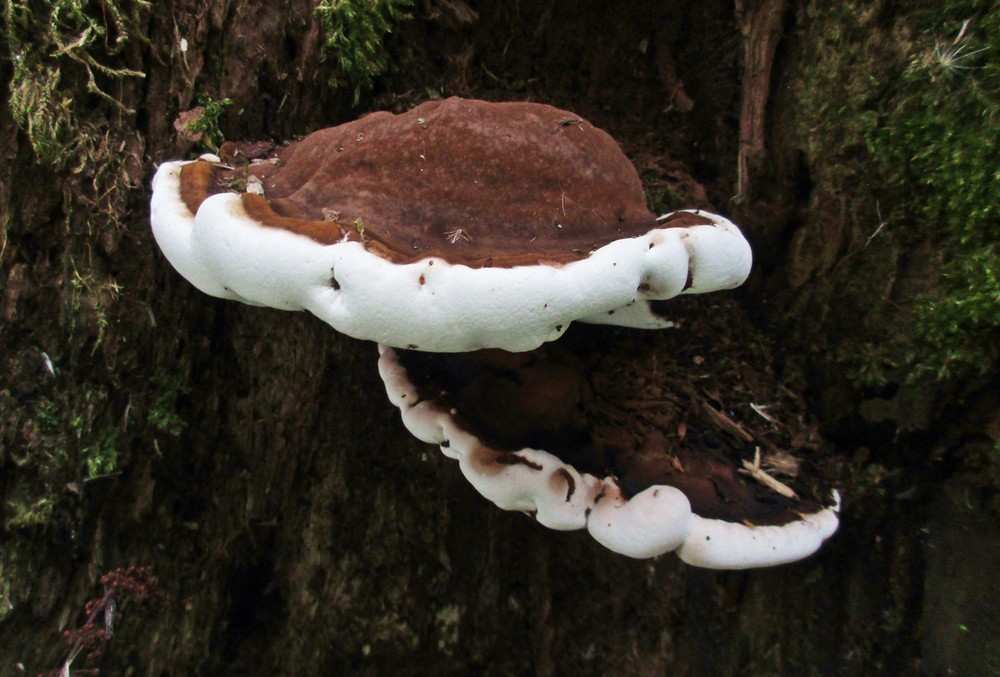
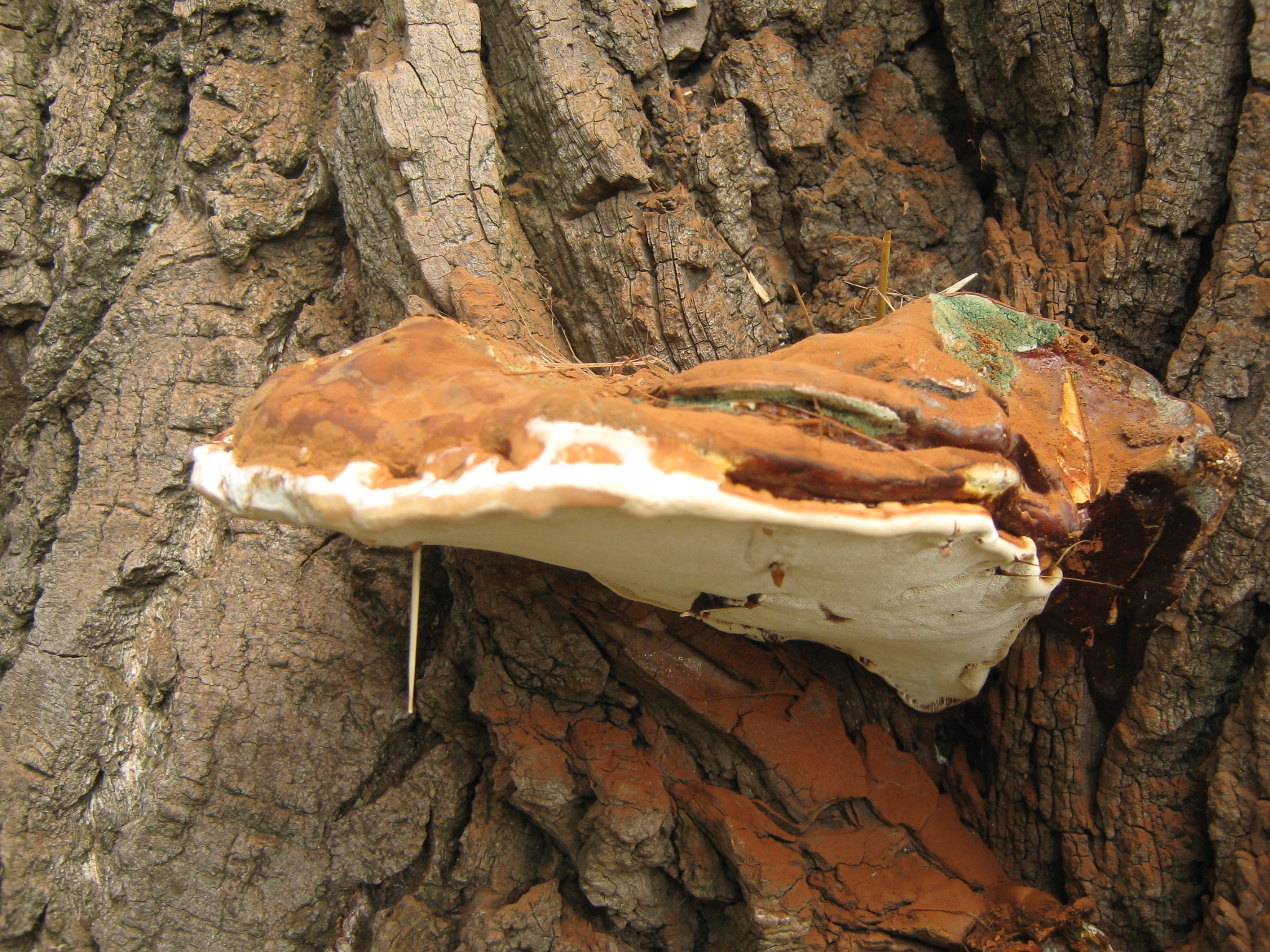
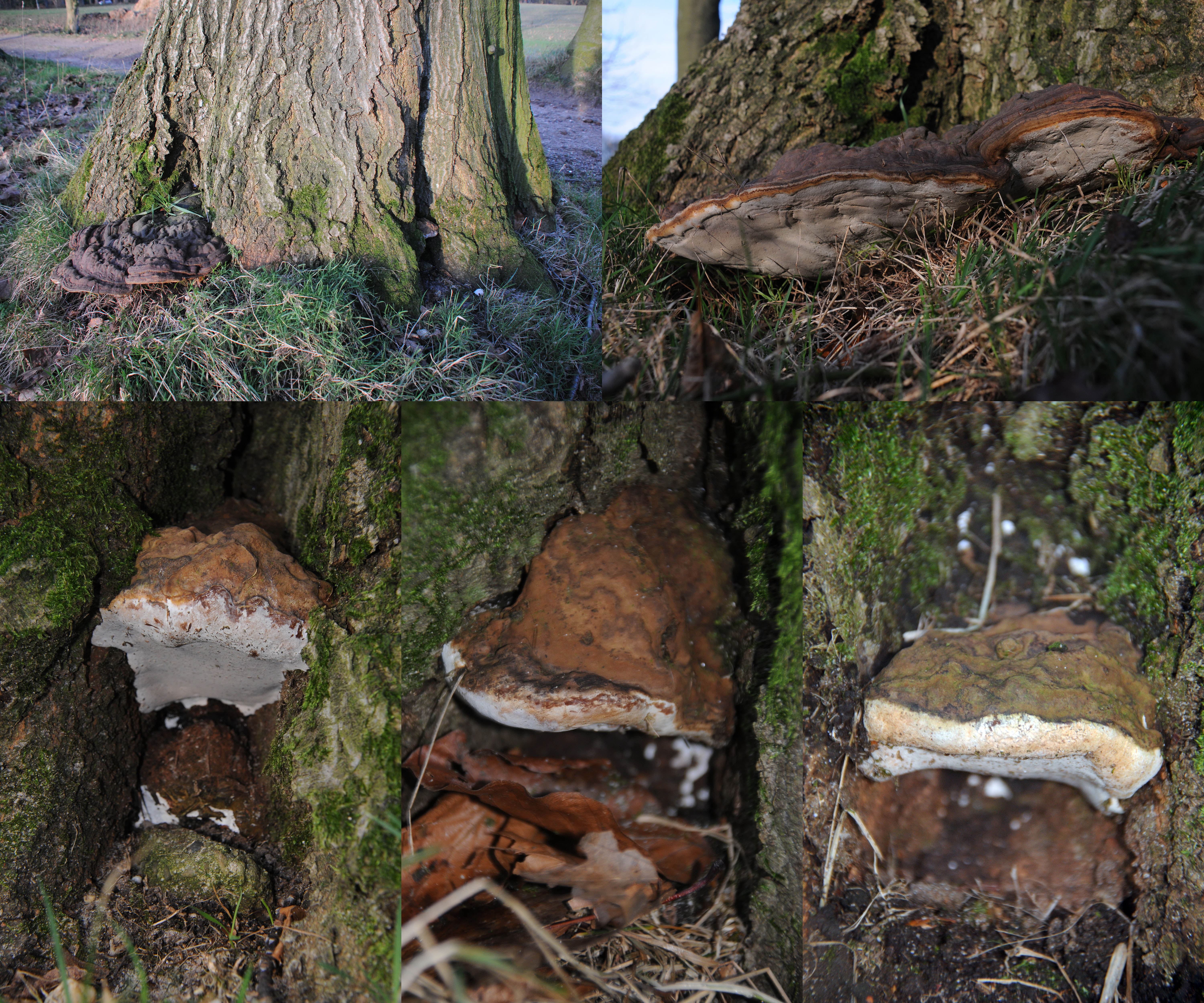
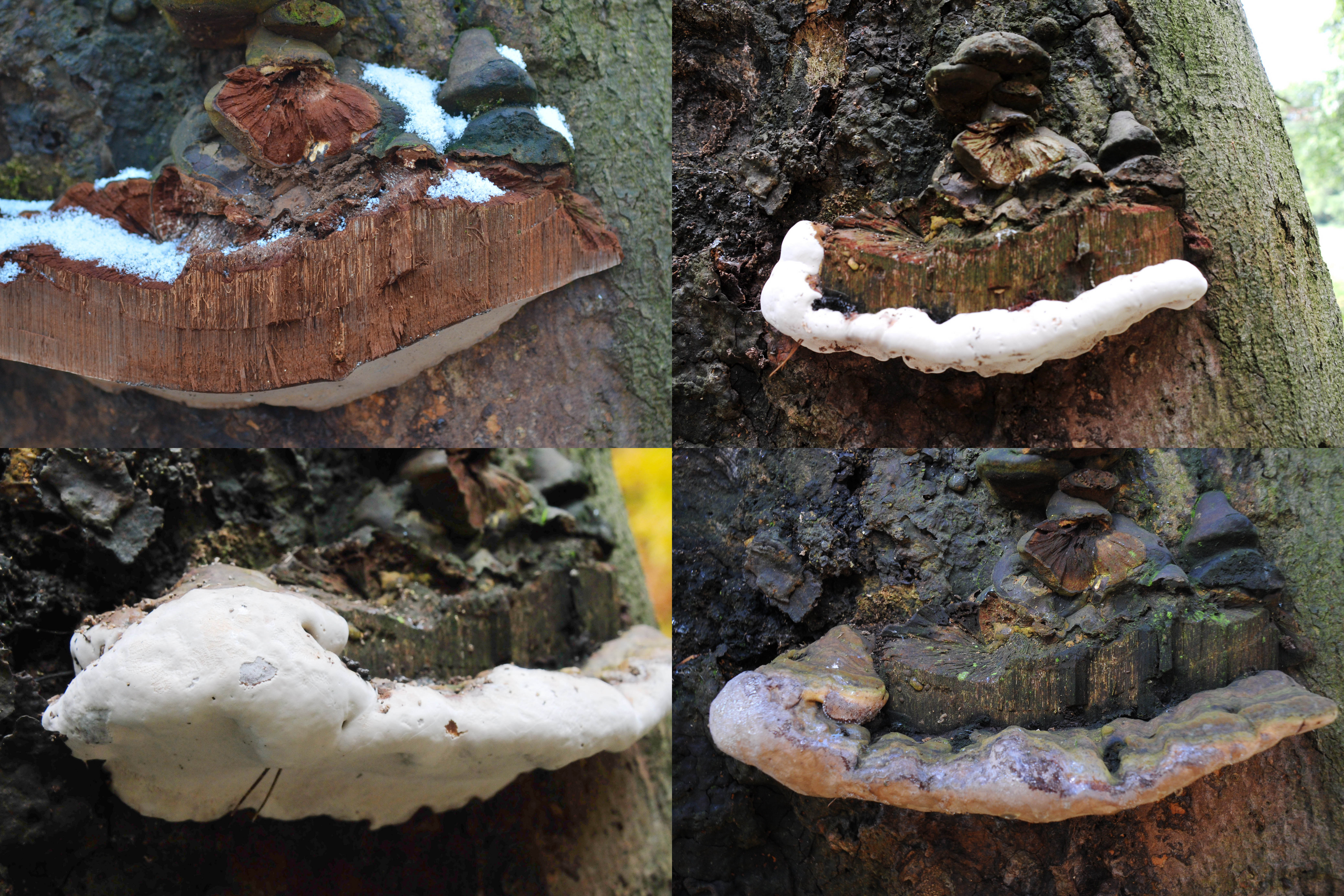
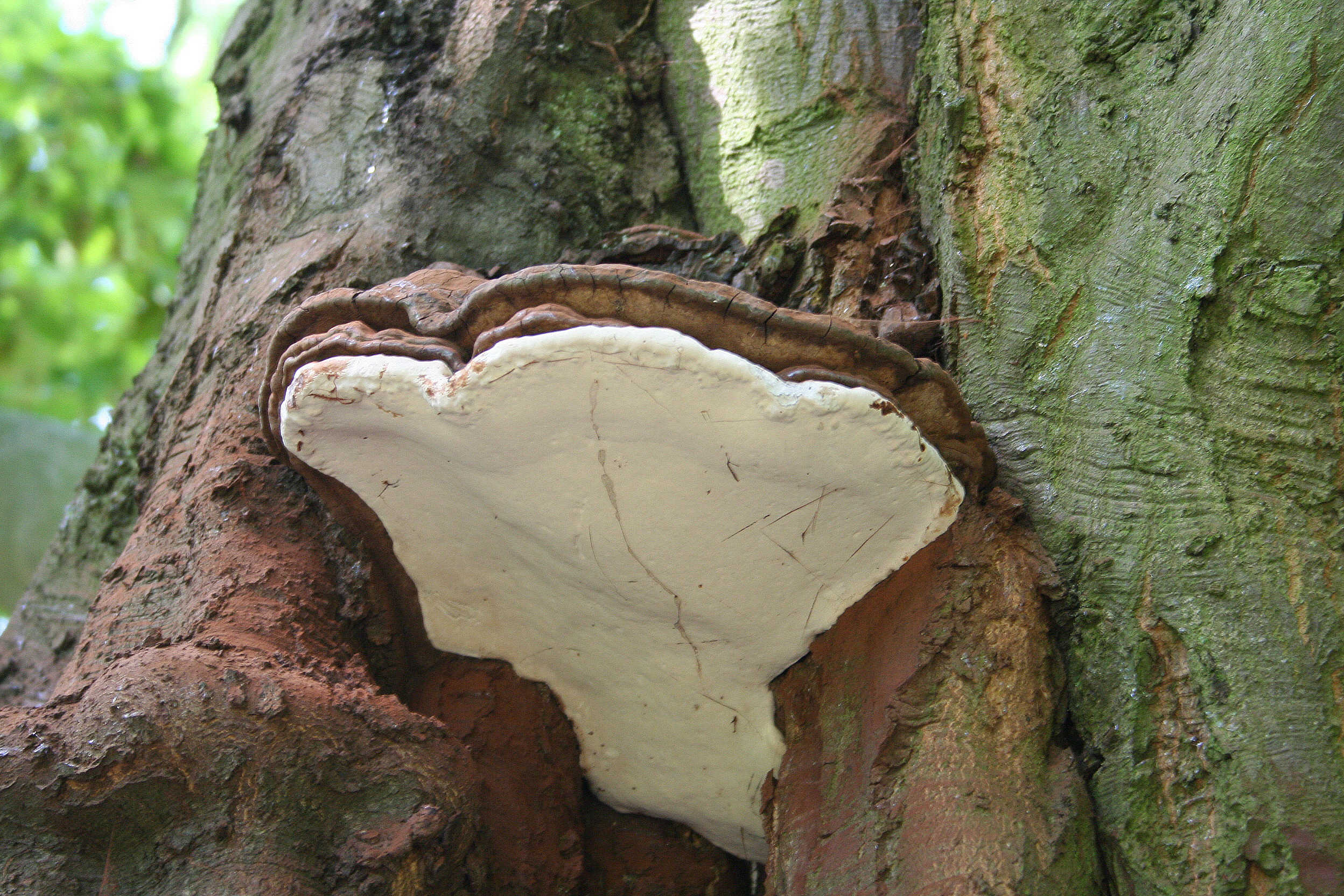

Nem ehető. 